# Coreia do Sul nos Jogos Olímpicos de Verão de 1960
A Coreia do Sul participou dos Jogos Olímpicos de Verão de 1960, em Roma, na Itália.